# Braňany
Braňany é uma comuna checa localizada na região de Ústí nad Labem, distrito de Most.